# Loredana Bertè
Loredana Bertè [loreˈdaːna berˈte] (Bagnara Calabra, 20 de septiembre de 1950) es una cantante y actriz italiana. Fue la hermana menor de la cantante Mia Martini, con la que compartió el mismo día y mes de nacimiento.
Comenzó a dar sus primeros pasos en el mundo del espectáculo a mediados de los años sesenta como bailarina, y más tarde como extra en varias producciones de teatro, cine y televisión. En 1973 fue descubierta por Alfredo Cerruti, y en 1975 lanzó su primer disco Re beautiful. A finales de los años setenta, colabora con Ivano Fossati.
Con la llegada de los años ochenta, Bertè publicó varios trabajos de alcance internacional. Después del reggae, se aventuró en el funk con uno de sus mayores éxitos: En alta mar (1980). Se trasladó a Estados Unidos, donde publicó su álbum Made in Italy, que además le permitió entrar en contacto con el estudio The Factory, de Andy Warhol. En 1982 el nuevo centro estuvo renovando la cooperación con Ivano Fossati, quien escribe No soy una dama, su canción-manifiesto que ganó el Festivalbar. Entre 1982 y 1984 salen tres discos producidos por Fossati, que mostraron algunas de sus interpretaciones como Traslocando, Jazz, Petala, Mi muchacho (homenaje a Luigi Tenco, reorganizado para ella por Fossati). Además, después de haber trabajado con Pino Daniele, Bertè lanza otro cantante importante como Enrico Ruggeri, lo que conduce al éxito El mar en invierno (1983), uno de los eventos más importantes de su carrera como intérprete. En 1985, la auto-producido dedicar un álbum completo para el cantautor brasileño Djavan, y esto es probablemente el pico de su popularidad.
Después de una década de éxito e intensa carrera discográfica, su participación en el Festival de San Remo en 1986 se transforma un punto de inflexión en su carrera. Por otra parte, a finales de los años ochenta emocional se une al tenista sueco Björn Borg, con quien se casó en 1989, un matrimonio que particularmente discutido, que provocó el alejamiento de Bertè de Italia y del mundo de la industria musical.

## Biografía

### Infancia
Loredana Bertè nació en Bagnara en 20 de septiembre de 1950, tres años después que su hermana Mia Martini. Su padre, Giuseppe Bertè Radames, y su madre Maria Salvina eran profesores. Su padre era profesor de la directora de la escuela latina y griega y de alta más tarde, y su madre, (que murió en 2003) fue maestra de escuela primaria. Su familia está compuesta por cuatro hijas, Leda (1945), Domenica, conocida como Mia Martini (1947 - 1995), Loredana (1950) y Olivia (1958). Pasó su infancia en Porto Recanati, en la Marche, y se trasladó a Roma en 1965, después de su separación con su padre, junto con su madre y sus hermanas, aquí empieza a dar sus primeros pasos en el mundo del espectáculo como bailarina en el "Club Piper".
Su infancia fue muy difícil signada por una madre ausente y un padre violento con su esposa e hijas, que impuso a sus hijas una disciplina estricta. De hecho, tanto Loredana como Leda atribuyeron la muerte de su hermana Mia a los problemas psicológicos derivados de esas dificultades.

### Carrera
En 1966 se unió al grupo de baile de cuellos y Collettini, que acompañó a Rita Pavone en sus shows y comenzar a trabajar con el director Gino Landi y coreógrafo Don Lurio en programas tales como caza mayor y Canzonissima. También comienzan las presentaciones en vivo primero con Renato Zero, que combinan canto, la danza y la mímica.
En 1970 hizo su debut en el estudio de grabación como cantante de reserva con su hermana para el álbum de Chico Buarque de Holanda Por un puñado de Samba, organizado por Ennio Morricone, producido por Sergio Bardotti y promovido por la periodista Nicole Constantino en el mismo año también participa en coros de los 45 Gingi, publicado por Pippo Baudo.
En 1970 participó en la versión italiana del cabello en la parte de una chica embarazada, actuando totalmente desnuda en una escena y también participa en la ejecución del disco como corista y voz principal en una canción.
En 1971 participa en el coro del primer álbum de su hermana Mia Martini, Sobre la colina.
También en 1971 continúa la experiencia teatral con la comedia musical Hola Rudy, de Garinei y Giovannini, inspirado en la figura artística de Rudolph Valentino, donde tuvo la oportunidad de actuar con Marcello Mastroianni, Alberto Lionello, Mita Medici y Borbones Paola, en álbum que incluye canciones y comedia que se publica al año siguiente, canta la canción de las mujeres le gustaba. Como actriz, obtener algunos pequeños papeles en películas como Los hermosa...nos de Giorgio Mariuzzo (1970) y Basta con mirar por Luciano Salce (1971).
En 1972, junto con Penny Brown, uno de los narradores de la ópera rock experimental Orfeo 9 de Tito Schipa Jr., película, transmitido por Rai 2 y se extrae del teatro en escena en los dos años anteriores. En 1973 es uno de los soubrette posible de Canzonissima realizado por Pippo Baudo, pero fue rechazada por los dirigentes de Rai por su prorompenza físico, impropios juzgado para el público en la tarde del domingo (la voluntad de Mita Medici el elegido, que es también un amigo de Bertè en ese período).
Aparece en la revista durante una relación amorosa con el tenista Adriano Panatta.
En 1978 trabajando de nuevo con Ivano Fossati quien propuso Mi banda toca rock, Pensamiento maravilloso y dedicado, ella elige para grabar y demuestra ser un gran éxito que finalmente se abrió a los medios electrónicos, a pesar de la censura del verso "a los políticos para ser justos, a favor de un inofensivo, la cara que he tonight", Bertè, sin embargo, viven siempre cantar la canción con el texto original. Tenga en cuenta que el mismo año, Gianni Morandi grabó su versión de Dedicated.
En 1980 público LoredanaBertE', que utiliza los ritmos cobarde particularmente avanzados en la escena de la música italiana, como nell'hit alta mar. El álbum también contiene Bongo Bongo y tarde o temprano, firmado por Alberto Radius, y el hermoso Un poco de todo y Hola a ti firmada por Pino Daniele. Al año siguiente, pasó unos meses en los EE.UU. para grabar con gancho de platino (complejo que también seguirá en vivo) Made in Italy, otro trabajo con un éxito internacional con la canción de cuna. A Nueva York entra en contacto con Andy Warhol y su fábrica.
Por la reubicación de los pasos Bertè por un promedio de venta de 50.000 copias por LP a un resultado que excede de 200.000. El álbum muestra picos de calidad (y ventas) nunca alcanzados hasta ahora por la cantante: contiene para tus ojos (segundo sencillo) y Stella papel de Maurizio Pequeña, Salirse, reubicación y J'adore Venecia se firmó por Ivano Fossati, y luego una maravillosa noche que será de Mia Martini, y Guglielminetti Guido.
Posteriormente, el CGD público Lorinedita, un álbum que contiene nueve canciones nuevas pertenecientes a las sesiones de registro de trabajo anterior. Entre las canciones se destacan el profesor, dedicado a la difícil relación con su padre, Despertar y el mercado de segunda mano.
Aparece brevemente como ella misma en la película de Marco Ferreri, La Historia de Piera.
En 1983 afectó la costa en invierno de Enrico Ruggeri, uno de los eventos más importantes de su carrera, en el álbum Jazz, que marca la transición a la multinacional CBS. El álbum, de nuevo producido por Ivano Fossati, obtiene buenas críticas y excelentes resultados en ventas. Fue grabado entre Londres y Nueva York con la ayuda de algunos de los músicos americanos más importantes del momento (Yogi Horton, Barfield Tinker, Whitaker Harry Powell Doc).
En 1986 participó en el Festival de Sanremo con la canción "Re" (escrita por Mango y arreglada por Beppe Cantarelli): simulación de su embarazo también plantea un gran revuelo en los periódicos.
En 1988, durante una etapa de Festivalbar en Ibiza, reunidos después de quince años, con el tenista Björn Borg. Este es el comienzo de una y gran historia de amor tormentoso. En septiembre de 1989, se casó con este, divorciándose en 2002.
En 1991 volvió a escribir canciones con una breve aparición en el Festival de Sanremo, donde interpretó en esta ciudad, escrito por Pino Daniele: "La canción será incluida en la colección Best".

### El regreso de la cantante
En 1993 Loredana Bertè y Mia Martini vuelven al Festival de Sanremo con la canción 'Stiamo come stiamo', que introduce el nuevo curso comenzó en el nuevo álbum, donde Bertè tiene sus propias composiciones.
En verano se presenta a Festivalbar con la canción "Te extraño", consiguiendo un gran éxito en la radio. echo de menos es una de las muchas piezas del álbum dedicado a Borg.
En 1994 vuelve a participar en el Festival de Sanremo con amigos a los que no tienen una canción en particular autobiográfico, que obtiene una buena respuesta de público y crítica. Los amigos no se han incluido en su primera presentación en vivo, titulado Bertex - Entrada libre y gratuita, que se publica por Fonopoli, la etiqueta de Renato Zero y donde de nuevo dueto con Mia Martini.
En 1995 se propone, siempre en el Festival de Sanremo, con la canción Angels & ángele, pero no logra repetir el éxito de amigos que no tienen. La colección oficial encontrado refieren álbum hace dos años, como el título y la selección de pista. En el mes de mayo del mismo año, sucede la trágica muerte de su hermana Mia Martini, un evento que marcará la vida de Bertè y ese será el tema recurrente de inspiración para futuros trabajos.
En 1996, el artista tendría que lanzará un nuevo álbum con la producción de Renato Zero, pero cuando se mezclan los dos entran en desacuerdo y Bertè quiere liberarse. Zero le pregunta a su amigo de cien millones de liras por los derechos de las canciones (escritas por ella), pero grabado en el estudio Fonopoli (propiedad del compositor), y ulteriormente denunciado por sí mismo. En consecuencia, el Bertè se verá obligado a reincidir en su propio álbum nuevo (con la adición de dos pistas), publicado al año siguiente por Sony Music. La amargura del momento se une con su fuerza interpretativa típico: Luna, una de las mejores canciones de su carrera, en concurso en el Festival de Sanremo 1997, está marcada por fuertes arreglos de rock e imágenes evocativas muy intensos. Detrás del Festival de Sanremo, dejando el disco Un combate robin, título tomado de un verso de Fabrizio De André, quien dio la bendición. Otra perla del álbum es la pieza Zona Viernes, tomando como referencia el día de la muerte de su hermana. El álbum también está grabado un poema del artista titulado ¡Feliz cumpleaños papá!, en alusión críptica a la cuestión de la eutanasia. El disco se presenta en Domenica In, donde Mara Venier llama como un invitado habitual del programa. Mientras tanto, de vuelta en la carretera.
En el 1998 su colección de CD de grandes éxitos en definitiva Loredana, totalmente registrado con la Orquesta Aurora (60 elementos) y dirigida por el maestro Mario Natale, quien acompañó a la cantante en un concierto celebrado en el pueblo de Testaccio de Roma. El álbum también incluye el nuevo Llévame contigo, eso fue muy exitoso programa de radio. En la portada, con una peluca de color azul eléctrico Bertè para celebrar la Azzurri para la Copa Mundial de 1998.
En 2004 participa en el reality show de Music Farm, donde la protagonista, una vez más ganar la simpatía del público, sea o no sea el ganador. Como resultado de ello, es capaz de auto-produjo un nuevo álbum grabado en analógico. Gracias a los ingresos de la televisión después de esta experiencia, decidió comprar acciones del periódico Il Manifesto, agregando una donación de veinte mil euros.

### Éxito de Babybertè
El 9 de septiembre de 2005, el álbum Babybertè, debutó en el segundo lugar de la venta. El álbum inmediatamente disco de oro, signo de una larga espera para los fanes. En febrero de 2006, su segundo sencillo Calles de fuego, acompañado de un buen video hecho por ConiglioViola (quien ya había honrado en la web). El 26 de mayo del mismo año se lanzó la edición especial de Babybertè con un DVD con los tres clips de vídeo realizadas con Asia Argento.
En el otoño comienza una nueva gira, acompañado de nuevo por su amigo colega Aida Cooper y el apoyo de la gestión de las Artes de cebada, colegas de agencias como Luciano Ligabue, declarado admirador. El 2 de marzo de 2007, se publicó el doble CD en vivo Babybertè 2007, vivo auténtica y sin retoques, con algunas actuaciones impresionantes monólogos intercalados con extraños, las características de la nueva Bertè El álbum también contiene una nueva grabación, estudio, titulado El ave fénix, una canción rechazada por la comisión escuchar Sanremo 2007. En 2007 Bertè niega la noticia de su intento de suicidio en un hotel de Roma.

### Actividad reciente
El 13 de junio de 2008 Música y palabras sale en un solo CD a dúo con España y dos versiones de la canción en solitario. El 21 de julio de 2008, asistió a los Premios de la Música de Venecia y ganó el "Premio a la Mejor Actriz del Año".
A principios de 2009, lanzó EP titulado Lola & Angiolina proyecto, que contempla la colaboración de Lola (la llamada hermana Mia Martini) y Angiolina (segundo nombre Ivana Spagna). El mini-álbum, distribuido por Edel Music, contiene seis canciones, tres de los cuales son interpretados por tres Bertè interpretado por España. En la canción Pase lo que pase, originalmente destinado a Bertè, quien grabó una audición, y luego interpretados por España, es la participación en el coro de Aida Cooper y el Bertè mismo.
En junio de 2009 se retira del proyecto de Laura Pausini Amigos de Abruzzo Aquila, L'para las personas afectadas por el terremoto debido a la controversia con la organización. En el mismo año canta el último álbum de Claudio Baglioni Q.PGA en la canción Tortadinonna o gonnacorta.
En 2011 tomó parte en el programa de Rai Uno me recomendó, en competencia con algunos colegas historiadores como Fausto Leali y Bella Marcella, y es el anfitrión de la noche de amigos, donde a dúo con la joven cantante Francesca Nicoli. domingo para enviar un especial en el que la Bertè jugado algunas canciones en directo: música y palabras, Luna, Eres hermosa y somos como somos (en dueto virtual con Mia Martini), todo preparado por el coreógrafo Luca Tommassini. Se volverá a acoger a amigos, donde dueto con Loredana error, un exconcursante del programa de talentos Amici di Maria De Filippi, una canción firmada por Biagio Antonacci, llamado Bad. El individuo se repite entonces en Domingo Five. También participa en la IX edición del Shah O ', celebrada también en Lampedusa y de nuevo os dejó una canción con una interpretación de Mi banda toca rock.
En 2012 participa en el Festival de Sanremo en tándem con Gigi D'Alessio con la canción Breathe Además, durante el mismo festival, que se realiza con Macy Gray y Gigi D'Alessio canto menos lo menos en el universo. El 15 de febrero, la colección sale Collection en vivo simultáneamente, con la participación del Festival de Sanremo en 2012, a pesar de que contiene la canción cantada por ella. El 1 de junio, regresa con un nuevo single, pero lo que la música pop, escrita por Edward Jackson y producida por la producción de Mario Lavezzi.
En 2019, se estrenó en los cines italianos la película biográfica Io sono Mia, dirigida por Riccardo Donna, que cuenta la historia de su hermana Mia Martini, en la que Loredana tiene una parte muy importante.

## Obra

### Discografía

#### Sencillos
- 1974 - Volevi un amore grande / Parlate di moralità
- 1975 - Sei bellissima / Spiagge di notte
- 1976 - Meglio libera / Indocina
- 1977 - Fiabe / Anima vai - (Anima vai non è stata inserita in nessun album)
- 1977 - Grida / Ricominciare
- 1978 - Dedicato / Amico giorno
- 1979 - E la luna bussò / Folle città
- 1980 - In alto mare / Buongiorno anche a te
- 1981 - La goccia / Movie
- 1982 - Non sono una signora / Radio
- 1982 - Per i tuoi occhi / I ragazzi di qui
- 1985 - Acqua / Banda clandestina
- 1986 - Re / Fotografando
- 1988 - Io / Proiezioni
- 1991 - In questa città / Io non ho
- 1993 - Stiamo come stiamo (con Mia Martini) / Dormitorio pubblico
- 1994 - Amici non ne ho / Canta vaya con Dios
- 1998 - Portami con te / Pomeriggi / La pelle dell'orso
- 2004 - Sarà perché ti amo (Chissenefrega) (con i Ricchi e Poveri)
- 2006 - Strade di fuoco
- 2008 - Musica e parole
- 2011 - Cattiva (feat. Loredana Errore)
- 2012 - Respirare (con Gigi D'Alessio)
- 2012 - Ma quale musica leggera

#### Álbumes de estudio
- 1974 - Streaking
- 1976 - Normale o super
- 1977 - TIR
- 1979 - Bandabertè
- 1980 - LoredanaBertE'
- 1981 - Made in Italy
- 1982 - Traslocando
- 1983 - Lorinedita
- 1983 - Jazz
- 1984 - Savoir faire
- 1985 - Carioca
- 1988 - Io
- 1993 - Ufficialmente dispersi
- 1997 - Un pettirosso da combattimento
- 2005 - Babybertè
- 2009 - Lola & Angiolina Project (con Ivana Spagna)

#### EP
- 2002 - Dimmi che mi ami

#### Recopilatorios
- 1986 - Fotografando... i miei successi
- 1991 - Best
- 1995 - Ufficialmente ritrovati
- 2008 - Bertilation
- 2012 - Live Collection

#### Álbumes en vivo
- 1994 - Bertex - Ingresso libero
- 1998 - Decisamente Loredana
- 2007 - Babybertè Live 2007

### Filmografía
- 1970: Basta guardarla
- 1970: Quelli belli… siamo noi
- 1975: Orfeo 9 (película de televisión)
- 1975: Attenti al buffone
- 1976: Der Kleine mit dem dicken Hammer (Il padrone e l’operaio)
- 1976: Movie Rush – La febbre del cinema
- 1977: Bambole, non c’è una lira! (programa de televisión)